# ライク・ドリーマーズ・ドゥ
「ライク・ドリーマーズ・ドゥ」（Like Dreamers Do）は、ザ・アップルジャックスの楽曲である。レノン＝マッカートニー名義となっているが、ポール・マッカートニーによって書かれた楽曲で、レノン＝マッカートニーの初期の作品の1つとなっている。また、1962年にビートルズがデッカ・レコードのオーディションで演奏した楽曲の1つでもある。
1964年にデッカ・レコードよりザ・アップルジャックスのデビュー・シングルとして発売され、全英シングルチャートで最高位20位を記録した。

## 背景・リリース
1959年、マッカートニーは「ライク・ドリーマーズ・ドゥ」を作曲した。マッカートニーは、本作について「捨て曲」と考えており、「僕らが初めて作ったオリジナル曲は、僕の『ライク・ドリーマーズ・ドゥ』という酷い曲だったと思う」と語っている。ビートルズは、1962年1月1日に行なわれたデッカ・レコードのオーディションで本作を演奏した。デビュー以降、ビートルズは本作のレコーディングを行なっておらず、1995年に発売された『ザ・ビートルズ・アンソロジー1』にデッカのオーディション時の演奏が収録されるまでは、ビートルズ・バージョンは未発表のままとなっていた。
1964年4月にザ・アップルジャックスによって録音された。ザ・アップルジャックスによる「夢を追って」は、1964年5月5日にイギリスで、7月6日にアメリカでシングル盤として発売された。全英シングルチャートでは最高位20位を記録。

## クレジット（ビートルズ版）
※出典
- ポール・マッカートニー - ボーカル、ベース
- ジョン・レノン - リズムギター
- ジョージ・ハリスン - リードギター
- ピート・ベスト - ドラム

## 他のアーティストによるカバー
- トミー・アダーリー（英語版） - アルバム『Tommy and the Big Ones』に収録[11]。
- ビートニクス - 1998年に発売されたアルバム『It's Four You』に収録[12]。
- アップル・ジャム - 2009年に発売されたアルバム『Off the Beatles Track』に収録[13]。